# Даусетт, Алекс
А́лекс Да́усетт (англ. Alex Dowsett; род. 3 октября 1988, Молдон) — британский профессиональный шоссейный велогонщик, выступающий с 2018 года за команду Katusha–Alpecin. Пятикратный чемпион Британии в гонках с раздельным стартом.

## Карьера
Алекс Даусетт родился в семье автогонщика Фила Даусетта, который продолжительное время выступал в чемпионате Великобритании среди легковых автомобилей.
Из-за врождённого заболевания гемофилией Даусетт не стал заниматься регби или футболом, так как в этих видах слишком высок риск получения травмы в столкновениях. В итоге британец остановил свой выбор на велоспорте.
Начал заниматься велоспортом в родном городе, Алекс вскоре оказался участником программы поддержки молодых атлетов. В 2008 и 2009 годах он выиграл юношеский чемпионат Британии в гонке на время, а в 2010 году оказался в американской профессиональной команде Trek-Livestrong, выступая за которую выиграл юношеский чемпионат Европы. Также Алекс вошёл в сборную Великобритании, которая выступала на Играх Содружества в Дели и завоевал на них серебряную медаль в «разделке».
В 2011 году Даусетт оказался в составе главной британской команды — Sky Procycling. В её составе он добился победы в гонке London Nocturne и выиграл гонку на время в рамках Тура Британии. Но главным его успехом стало завоевание золотой медали на чемпионате Британии.
В начале 2012 года британец сломал локоть, что вынудило его пропустить весеннюю часть сезона. В июне он стал вице-чемпионом своей страны в групповой гонке, а в сентябре защитил звание сильнейшего раздельщика страны (правда сделал он это в отсутствии призёров Олимпиады Брэдли Уиггинса и Криса Фрума). также в сентябре Алекс принимал участие во всех видах программы чемпионата мира, но его лучшим результатом стало 8-е место в гонке на время.
2013 год британец провёл в команде Movistar Team, в которую перешёл с целью принять участие в Гранд Турах. И уже на своей первой супермногодневке — Джиро он одержал победу в любимой разделке, обойдя в очном соперничестве своего соотечественника Уиггинса. Во второй половине сезона Алекс в третий раз подряд выиграл чемпионат Великобритании в гонке на время.

## Статистика выступлений

### Гранд-туры
| Гонка           | 2013 | 2014 | 2015 | 2016 | 2017 | 2018 |
| --------------- | ---- | ---- | ---- | ---- | ---- | ---- |
| Джиро д'Италия  | 147  | —    | —    | —    | —    | 120  |
| Тур де Франс    | —    | —    | НФ   | —    | —    | —    |
| Вуэльта Испании | —    | —    | —    | —    | —    | —    |

| —  | Не участвовал  |
| НФ | Не финишировал |